# Sobat (rijeka)
Sobat (arap. Bahr el-Asfat‎‎) je rijeka u Južnom Sudanu, najveća istočna pritoka Bijelog Nila.

## Zemljopis
Rijeka Sobat ulijeva se u Bijeli Nil kod misije Dolieb Hill, blizu grada Malakala u južnosudanskoj državi Gornji Nil. Rijeka Sobat nastaje spajanjem rijeka Baro sa zapada i Pibor sa sjevera, kod koordinata: 8°26′10″N 33°13′7″E / 8.43611°N 33.21861°E, na granici s Etiopijom.
Slijev rijeke Sobat i njenih pritoka ima oko 225000 km2. Rijeka Sobat ima vrlo neujednačenu količinu voda, prosječni istjek voda je 412 m3/s, ali varira od 99 m3/s za sušnog razdoblja do 680 m3/s za sezone kiše.
Za vrijeme ljetne sezone kiša na Etiopskoj visoravni koja traje od lipnja do listopada, Sobat prima velike količine vode od rijeke Baro (83 %) koja valja i gomilu vapnenačkih sedimenata. Zbog tih sedimenata bijele boje je Bijeli Nil dobio svoje ime.